# Desa Sukakerta (administrativ by i Indonesien, lat -6,62, long 108,16)
Desa Sukakerta är en administrativ by i Indonesien.   Den ligger i provinsen Jawa Barat, i den västra delen av landet, 150 km öster om huvudstaden Jakarta. Desa Sukakerta ligger vid sjön Rawa Surapago.